# Ampuis
Ampuis é uma comuna francesa na região administrativa de Auvérnia-Ródano-Alpes, no departamento do Ródano. Estende-se por uma área de 15.57 km². Em 2010 a comuna tinha 2 759 habitantes (densidade: 177,2 hab./km²).